# Девід Сондерс
Девід Сондерс (англ. David Saunders) — англійський славіст, професор російської історії в Ньюкаслському університеті.

## Біографія
Навчався в Оксфордському університеті. Викладає російську історію в Ньюкаслському університеті від 1979 року.
Займається дослідженнями історії Російської імперії та Радянського союзу, а також українсько- та англійсько-російських стосунків.
Автор наукових праць із російської та української історії 18 — поч. 20 ст., зокрема монографії, присвяченої акультурації української аристократії 18 — 1-ї пол. 19 ст. та її ролі в російській культурі й інтелектуальному просторі. Опублікував низку студій із проблем англо-російських відносин кінця 19 — початку 20 ст., російської соціальної історії, а також крос-культурні дослідження російсько-українських взаємин, зокрема розвідки про кирило-мефодіївських братчиків, Миколу Гоголя, Зоряна Доленґу-Ходаковського, М.Костомарова, Є.Чикаленка, Валуєвський циркуляр 1863 та ін. Підтримував активні взаємини з українськими науковими осередками діаспори, зокрема Канадським інститутом українських студій Університету Альберти в м. Едмонтон (Канада) та Українським науковим інститутом Гарвардського університету в м. Кембридж (США).
Лауреат премії Антоновичів за книгу «Український вплив на російську культуру 1750—1850» (The Ukrainian Impact on Russian Culture 1750—1850).

## Книга
- The Ukrainian Impact on Russian Culture 1750—1850 (Canadian Institute of Ukrainian Studies, 1985)